# وزارة الاقتصاد والمالية (كمبوديا)
وزارة الاقتصاد والمالية (بالخميرية: ក្រសួងសេដ្ឋកិច្ចនិងហិរញ្ញវត្ថុ)‏ هي وزارة حكوميَّة مسؤولة عن إدارة السياسات والشؤون المالية والاقتصادية في مملكة كمبوديا. وبحسب الموقع الرسمي، فقد تم تكليف الوزارة من قبل حكومة كمبوديا الملكية للقيام بمهام التوجيه والإدارات في الشؤون الاقتصادية والمالية. الوزير الحالي المسؤول عن وزارة الاقتصاد والمالية هو أون بور مونيروث، اعتبارًا من عام 2013. يقع المكتب الوزاري الرئيسي في بنوم بنه، بينما تقع فروع المقاطعات في جميع أنحاء العواصم الرئيسية لكل مقاطعة.
الوزير الحالي هو أون بورنمونيروث، الذي استلم المنصب في 24 سبتمبر 2013 م.

## الأقسام
تشمل إدارات الوزارة ما يلي:
- إدارة السياسات الاقتصادية والمالية العامة
- قسم الإدارة والمالية
- الإدارة العامة للضرائب
- الإدارة العامة للجمارك والضرائب
- إدارة الاستثمار والتعاون
- الخزانة الوطنية
- دائرة الإيرادات غير الضريبية
- دائرة الصناعة المالية
- قسم الميزانية
- إدارة الشؤون المالية
- إدارة المالية المحلية
- قسم المراجعه الداخليه
- دائرة أملاك الدولة
- إدارة المشتريات العامة
- إدارة شؤون الموظفين
- إدارة الشؤون القانونية
- إدارة التكامل الاقتصادي والآسيان
- قسم تقنية المعلومات
- قسم إعادة التوطين
- معهد الاقتصاد والمالية

## وزراء المالية 1945-1970
- أونغ هاي، 1945
- بن نوث, 1945[1]
- نهيك تيولونج، 1945-1946[1]
- ابن سان، 1946-1947
- أو تشوين، 1949-1950[1]
- نهيك تيولونج، 1951[1]
- يم سامبور، 1954[1]
- فو برويونج، 1955
- سام ساري، 1955-1956
- هيوت سام آث، 1956[2]
- سان يون، 1957
- ترونج كانج، 1957-1958[3]
- ابن سان، 1958-؟
- تاتش كيم، 1958
- ترونج كانج، 1959[3]
- ابن سان،[4] 1961-1962
- هو يون، 1962
- تشاي ثول،؟ -1963-؟
- هينج كونثيل،؟ -1966-1967
- تاتش كيم، 1967-1968
- يم سارونج، 1968-1969
- أوب كيم أنج، 1969-1970

## وزراء ماليةجمهورية الخمير1970-1975
- تيم نجوون، 1970
- سوك تشونغ، 1970-1972[5]
- إيث ثوي، 1972-1973[6]
- خي تينغ ليم، 1973
- كيو مونككري، 1973-1974
- خي تينغ ليم، 1974-1975

## وزراء الاقتصاد فيكمبوتشيا الديمقراطية1975-1979
- كوي ثون، 1975-1976
- فورن فيت،[7] 1976-1979

## وزراء المالية فيجمهورية كمبوتشيا الشعبيةودولة كمبوديا 1979-1993
- ثيون ثيوم، 1979-1981[8]
- تشان فين، 1981-1986[8]
- تشاي ثان، 1986-1993[9]

## وزراء الاقتصاد والمالية منذ عام 1993
| رقم | صورة | اسم                     | فترة                            | مدة الولاية        | حزب سياسي          |
| --- | ---- | ----------------------- | ------------------------------- | ------------------ | ------------------ |
| 1   |      | سام رينسي (1949-)       | 24 سبتمبر 1993 - 24 أكتوبر 1994 | 1 سنة و30 أيام     | فونسينبيك          |
| 2   |      | كيت تشون (1934-)        | 24 أكتوبر 1994 - 23 سبتمبر 2013 | 18 سنوات و334 أيام | حزب الشعب الكمبودي |
| 3   |      | أون بورنمونيروث (1965-) | 24 سبتمبر 2013 - حاليًا          | 11 سنوات و179 أيام | حزب الشعب الكمبودي |

## روابط خارجية
- وزارة المالية والاقتصاد
- وزارة المالية والاقتصاد – دائرة الصناعة المالية